# María del Pilar Acedo y Sarriá
María del Pilar Acedo y Sarriá, född 1784, död 1869, var en spansk mätress.
Hon blev uppmärksammad för det förhållande hon hade med Josef Bonaparte, mellan 1808 och 1815. 
Hon hade stort inflytande under Josefs tid som kung i Spanien och uppvaktades flitigt av supplikanter.